# جون جريكو (فيلسوف)
جون جريكو (بالإنجليزية: John Greco)‏ هو فيلسوف أمريكي، ولد في 24 أبريل 1961.